# Ephydra thermophila
Ephydra thermophila är en tvåvingeart som beskrevs av Cresson 1934. Ephydra thermophila ingår i släktet Ephydra och familjen vattenflugor. Inga underarter finns listade i Catalogue of Life.